# حسن العويناتي
حسن العويناتي ممثل ومخرج بحريني عمل كمخرج وكممثل في عدة أعمال فنية.

## أعماله

### أعماله كممثل

#### المسرحيات
- مغتر ومفلس

- هيلق ستايل

- المشكلجي 2

#### المسلسلات
- أي دمعة حزن لا

### أعماله كمخرج

#### المسرحيات
- خفيف خفيف (مخرج)

#### المسلسلات
- عيون من زجاج -(مخرج مساعد)

- جنون الليل- (مخرج مساعد)

- عذاري - (مخرج مساعد)